# A Bright World
A Bright World (chinois simplifié : 世界青年说 ; pinyin : shìjiè qīngnián shuō) est une émission de variétés chinoise de type talk-show diffusée le jeudi à 22 h sur Jiangsu Television (en) depuis le 16 avril 2015,.

## Synopsis
Chaque épisode constiste en une table ronde entre plusieurs étrangers résidant en Chine, qui débattent de divers sujets en mandarin. Le décor peut rappeler un sommet entre dirigeants d'État, mais les débats sont présentés avec humour.
La table ronde est composée d'un « secrétaire général » (秘书长, Mìshūzhǎng), un « vice-secrétaire général » (副秘书长, Fù mìshūzhǎng) et 11 « représentants » de pays du « TK11 ». Durant la saison 1, il y a 11 représentants du TK11. Mais lors de la saison 2, il y en a 16 ; à chaque épisode, 11 d'entre eux siègent à la table ronde et 5 autres sont assis parmi le public.

## Saisons
La saison 1, qui comprend 46 épisodes, est diffusée du 16 avril 2015 au 20 mars 2016.
La saison 2, qui comprend 27 épisodes, est diffusée du 29 septembre 2016 au 13 avril 2017.

## «Représentants»

### «Représentants» actuels
| Pays                       | Nom                     | Nom chinois   | Date de naissance (âge) | Début    | Absences              |
| -------------------------- | ----------------------- | ------------- | ----------------------- | -------- | --------------------- |
| États-Unis                 | Martin Wiley Woods Jr.  | 吴孟天        | 16 août 1989            | S1 ép. 1 | S1 ép. 3, 4           |
| Royaume-Uni                | Blair Sugarman          | 布莱尔·休格曼 | 18 juin 1989            | S1 ép. 1 | S1 ép. 43             |
| Italie                     | Mattia Romeo            | 罗密欧        | 23 novembre 1978        | S1 ép. 1 |                       |
| Australie                  | Cameron Andersen        | 安龙          | 27 octobre 1983         | S1 ép. 1 | S1 ép. 17, 18, 39, 40 |
| Iran                       | Pouya Amani             | 普雅·阿玛尼   | 26 juin 1997            | S1 ép. 1 |                       |
| Russie                     | David Kolosov           | 大卫·克罗索夫 | 9 janvier 1993          | S1 ép. 1 |                       |
| Thaïlande                  | Muangphum Harnsiripetch | 韩冰          | 27 mars 1986            | S1 ép. 1 |                       |
| Costa Rica                 | Isaac Peña Morales      | 穆雷          | 24 août 1988            | S1 ép. 1 | S1 ép. 17–18          |
| Allemagne                  | Patrick Köllmer         | 吴雨翔        | 16 septembre 1988       | S1 ép. 1 |                       |
| Japon                      | Shinji Kuroki           | 黑木真二      | 29 juillet 1983         | S2 ép. 1 |                       |
| Allemagne                  | Thomas Derksen          | 阿福          | 26 octobre 1988         | S2 ép. 1 |                       |
| Australie                  | David                   | 戴维          |                         | S2 ép. 1 |                       |
| Brésil                     | Tordan Ferreira         | 费丹尼        |                         | S2 ép. 1 |                       |
| Israël                     |                         | 高佑思        | 28 septembre 1994       | S2 ép. 1 |                       |
| Turquie                    | Oguzhan Taşdemir        | 欧赞          | 18 septembre 1991       | S2 ép. 1 |                       |
| République du Congo France | Gaive Junior            | 朱礼          |                         | S2 ép. 1 |                       |
| Haïti                      | Marcus Bo               | 克罗德        |                         | S2       |                       |

### Anciens «représentants»
| Pays         | Nom         | Nom chinois   | Date de naissance | Épisodes             |
| ------------ | ----------- | ------------- | ----------------- | -------------------- |
| Canada       | James Alofs | 詹姆斯·奥夫斯 | 26 septembre 1986 | S1 ép. 1 — S1 ép. 46 |
| Corée du Sud | Han Dong-su | 韩东秀        | 27 janvier 1990   | S1 ép. 1 — S1 ép. 46 |

### «Représentants» invités
| Pays             | Nom                       | Nom chinois | Date de naissance | Épisodes                          |
| ---------------- | ------------------------- | ----------- | ----------------- | --------------------------------- |
| France           | Antoine Brunel            | 安闹闹      | 24 décembre 1979  | S1 ép. 3                          |
| Zimbabwe         | Michael Mashakada         | 马正桦      | 24 janvier 1991   | S1 ép. 4                          |
| Japon            | Shinji Kuroki             | 黑木真二    | 29 juillet 1983   | S1 ép. 17, 18, 29–34, 37          |
| France           | Pascal Bonnisseau         | 宋博宁      | 2 juillet 1981    | S1 ép. 17, 18, 35, 38, 40, 41, 43 |
| États-Unis       | Jonathan Kott             | 江喃        |                   | S1 ép. 26                         |
| Corée du Sud     | Kim Chae-Kyung            | 金采景      | 1983 - 1984       | S1 ép. 39                         |
| États-Unis       |                           | 边斌        | 1987 - 1988       | S1 ép. 39                         |
| Mali             | Michael Mukapasa          | 马豆        | 1991 - 1992       | S1 ép. 39                         |
| Royaume-Uni      |                           | 康可        | 1994 - 1995       | S1 ép. 39                         |
| Thaïlande Inde   | Siwathep Singh Khanderpor | 天乐        | 1992 - 1993       | S1 ép. 39, 40, 42                 |
| Allemagne        |                           | 罗凯世      | 1986 - 1987       | S1 ép. 40                         |
| États-Unis       | Tyler                     | 铁蛋儿      | 1982 - 1983       | S1 ép. 40                         |
| Nouvelle-Zélande | Laurence Larson           | 罗艺恒      | 4 mars 1994       | S1 ép. 40                         |

## Émissions similaires
- Corée du Sud : Non-Summit, l'émission originelle ;
- Chine : Informal Talks (en), diffusée sur Hubei Television depuis le 24 avril 2015[3] ;
- Turquie : Elin Oğlu (en), diffusée de mars 2015 à mai 2016 sur ATV[1],[4].